# Associazione Calcio Fiorentina 1970-1971
Questa voce raccoglie le informazioni riguardanti l'Associazione Calcio Fiorentina nelle competizioni ufficiali della stagione 1970-1971.

## Stagione

Giancarlo Galdiolo

Nella stagione 1970-1971 la Fiorentina disputa il campionato di Serie A, con 25 punti si è salvata per differenza reti, sono retrocesse il Foggia con 25 punti, la Lazio con 22 punti ed il Catania con 21 punti.
Un brutto campionato quello della Fiorentina, che arriva tredicesima a fine torneo. La squadra comincia alla grande con buoni risultati, ma il campionato diventa subito in salita con la squadra allenata prima da Bruno Pesaola, poi esonerato, e sostituito da Oronzo Pugliese che lotta per non retrocedere fino all'ultima giornata. Terminato il campionato la squadra viene affidata al vice Mario Mazzoni che dirigerà la viola nelle ultime 4 giornate di Coppa Italia.
L'ultima giornata vede i viola salvarsi grazie al pareggio contro la Juventus a Torino (1-1) e la contemporanea sconfitta del Foggia sul campo del Varese. Si rimane in serie A per un soffio, ma la squadra è sicuramente da cambiare in molti elementi, le sofferenze patite in questa stagione confermano che è finito un ciclo storico per il club viola.

L'allenatore Oronzo Pugliese

In questa stagione la Fiorentina ha disputato il campionato dei pareggi: sono stati ben 19 su 30 partite, con solo 3 vittorie e otto sconfitte. Meglio in Coppa Italia dove i viola arrivano sino al girone finale, arrivando terzi ad un solo punto dalla vittoria, dopo aver vinto il girone di qualificazione ed aver eliminato il Monza nei quarti di finale. In Coppa delle Fiere la Fiorentina si ferma ai sedicesimi di finale contro i tedeschi del Colonia, dopo aver eliminato nel primo turno i polacchi del Ruch Chorzów.

## Rosa
| N. |                   | Ruolo | Calciatore           |
| -- | ----------------- | ----- | -------------------- |
|    | Italia (bandiera) | P     | Claudio Bandoni      |
|    | Italia (bandiera) | P     | Franco Superchi      |
|    | Italia (bandiera) | D     | Fabrizio Berni       |
|    | Italia (bandiera) | D     | Giovanni Botti       |
|    | Italia (bandiera) | D     | Giuseppe Brizi       |
|    | Italia (bandiera) | D     | Francesco Carpenetti |
|    | Italia (bandiera) | D     | Ugo Ferrante         |
|    | Italia (bandiera) | D     | Giancarlo Galdiolo   |
|    | Italia (bandiera) | D     | Pietro Ghedin        |
|    | Italia (bandiera) | D     | Giuseppe Longoni     |
|    | Italia (bandiera) | D     | Ennio Pellegrini     |
|    | Italia (bandiera) | D     | Paolino Stanzial     |

| N. |                   | Ruolo | Calciatore                    |
| -- | ----------------- | ----- | ----------------------------- |
|    | Italia (bandiera) | C     | Dino D'Alessi                 |
|    | Italia (bandiera) | C     | Giancarlo De Sisti (capitano) |
|    | Italia (bandiera) | C     | Salvatore Esposito            |
|    | Italia (bandiera) | C     | Giorgio Gennari               |
|    | Italia (bandiera) | C     | Rodrigo Ghiandi               |
|    | Italia (bandiera) | C     | Claudio Merlo                 |
|    | Italia (bandiera) | A     | Luciano Chiarugi              |
|    | Italia (bandiera) | A     | Emiliano Macchi               |
|    | Italia (bandiera) | A     | Giorgio Mariani               |
|    | Italia (bandiera) | A     | Claudio Piccinetti            |
|    | Italia (bandiera) | A     | Alessandro Vitali             |

## Risultati

### Serie A

#### Girone di andata
| Arbitro: | Gonella (Torino) |

|  |           |              |
|  | Marcatori | 29’ Chiarugi |

| Arbitro: | Acernese (Roma) |

|             |           |            |
| Gennari 79’ | Marcatori | 6’ Clerici |

| Catania 11 ottobre 1970 3ª giornata | Catania           | 0 – 0 | Fiorentina | Stadio Cibali\| Arbitro: \| Toselli (Cormons) \| |
| Arbitro:                            | Toselli (Cormons) |       |            |                                                  |

| Arbitro: | Sbardella (Roma) |

|  |           |             |
|  | Marcatori | 11’ Sormani |

| Arbitro: | Monti (Ancona) |

|         |           |             |
| Bui 53’ | Marcatori | 30’ Longoni |

| Arbitro: | Francescon (Padova) |

|                                |           |                                             |
| De Sisti 56’ Vitali 86’ (rig.) | Marcatori | 20’, 60’ Combin 34’, 41’ Prati 52’ Biasiolo |

| Arbitro: | Lo Bello (Siracusa) |

|                           |           |  |
| Martiradonna 13’ Nené 30’ | Marcatori |  |

| Arbitro: | Bernardis (Roma) |

|                     |           |                         |
| De Sisti 37’ (rig.) | Marcatori | 7’ Rizzo 46’ G. Savoldi |

| Arbitro: | Carminati (Milano) |

|                      |           |                      |
| Suárez 70’ Lippi 90’ | Marcatori | 12’ Merlo 30’ Vitali |

| Arbitro: | Angonese (Mestre) |

|                                  |           |  |
| Bigon 9’ (aut.) Chiarugi 34’ 53’ | Marcatori |  |

| Arbitro: | Panzino (Catanzaro) |

|           |           |           |
| Merlo 19’ | Marcatori | 80’ Facco |

| Varese 3 gennaio 1971 12ª giornata | Varese             | 0 – 0 | Fiorentina | Stadio Franco Ossola\| Arbitro: \| Picasso (Chiavari) \| |
| Arbitro:                           | Picasso (Chiavari) |       |            |                                                          |

| Firenze 10 gennaio 1971 13ª giornata | Fiorentina                    | 0 – 0 | Lanerossi Vicenza | Stadio Comunale\| Arbitro: \| Mascali (Desenzano del Garda) \| |
| Arbitro:                             | Mascali (Desenzano del Garda) |       |                   |                                                                |

| Arbitro: | Sbardella (Roma) |

|                           |           |                     |
| Boninsegna 35’ (rig.) 63’ | Marcatori | 75’ (rig.) Chiarugi |

| Arbitro: | Toselli (Cormons) |

|              |           |                               |
| Ferrante 22’ | Marcatori | 36’ Bettega 49’ (rig.) Causio |

#### Girone di ritorno
| Arbitro: | Gonella (Torino) |

|                                |           |                                    |
| D'Alessi 34’ Vitali 85’ (rig.) | Marcatori | 17rig.’ Amarildo 59’ (aut.) Ghedin |

| Arbitro: | Pieroni (Roma) |

|             |           |            |
| Clerici 29’ | Marcatori | 28’ Vitali |

| Arbitro: | Francescon (Padova) |

|              |           |                    |
| Chiarugi 29’ | Marcatori | 1’ (aut.) Ferrante |

| Napoli 28 febbraio 1971 19ª giornata | Napoli          | 0 – 0 | Fiorentina | Stadio San Paolo\| Arbitro: \| Lattanzi (Roma) \| |
| Arbitro:                             | Lattanzi (Roma) |       |            |                                                   |

| Arbitro: | Angonese (Mestre) |

|          |           |             |
| Sala 48’ | Marcatori | 60’ Longoni |

| Arbitro: | Gonella (Torino) |

|           |           |  |
| Prati 60’ | Marcatori |  |

| Arbitro: | Bernardis (Roma) |

|              |           |                                 |
| D'Alessi 22’ | Marcatori | 32’ Greatti 89’ (aut.) Chiarugi |

| Bologna 28 marzo 1971 23ª giornata | Bologna        | 0 – 0 | Fiorentina | Stadio Renato Dall'Ara\| Arbitro: \| Pieroni (Roma) \| |
| Arbitro:                           | Pieroni (Roma) |       |            |                                                        |

| Firenze 4 aprile 1971 24ª giornata | Fiorentina     | 0 – 0 | Sampdoria | Stadio Comunale\| Arbitro: \| Monti (Ancona) \| |
| Arbitro:                           | Monti (Ancona) |       |           |                                                 |

| Arbitro: | Lattanzi (Roma) |

|              |           |                     |
| Saltutti 19’ | Marcatori | 55’ (rig.) De Sisti |

| Roma 18 aprile 1971 26ª giornata | Lazio             | 0 – 0 | Fiorentina | Stadio Olimpico\| Arbitro: \| Angonese (Mestre) \| |
| Arbitro:                         | Angonese (Mestre) |       |            |                                                    |

| Arbitro: | Francescon (Padova) |

|              |           |            |
| D'Alessi 83’ | Marcatori | 53’ Braida |

| Arbitro: | Lo Bello (Siracusa) |

|  |           |            |
|  | Marcatori | 41’ Vitali |

| Arbitro: | Angonese (Mestre) |

|                       |           |                      |
| Mariani 20’ Brizi 90’ | Marcatori | 74’ Jair 78’ Mazzola |

| Arbitro: | Pieroni (Roma) |

|             |           |            |
| Bettega 79’ | Marcatori | 58’ Vitali |

### Coppa Italia

#### Fase a gironi
| Arbitro: | Michelotti (Parma) |

|  |           |                   |
|  | Marcatori | 30’, 54’ Chiarugi |

| Arbitro: | Bernardis (Roma) |

|  |           |            |
|  | Marcatori | 56’ Macchi |

| Arbitro: | Branzoni (Pavia) |

|                                     |           |  |
| De Sisti 16’ Chiarugi 72’ Merlo 80’ | Marcatori |  |

#### Quarti di Finale
| Arbitro: | Mascali (Desenzano del Garda) |

|                          |           |                |
| Gennari 15’ Chiarugi 17’ | Marcatori | 82’ D'Angiulli |

| Arbitro: | Pieroni (Roma) |

|  |           |                           |
|  | Marcatori | 17’ De Sisti 38’ Esposito |

#### Girone Finale
| Arbitro: | Picasso (Chiavari) |

|             |           |            |
| Juliano 16’ | Marcatori | 7’ Mariani |

| Arbitro: | Panzino (Catanzaro) |

|                                                         |           |  |
| Vitali 5’ De Sisti 72’ (rig.) D'Alessi 78’ Chiarugi 90’ | Marcatori |  |

| Arbitro: | Michelotti (Parma) |

|              |           |                     |
| Chiarugi 67’ | Marcatori | 70’ Prati 81’ Paina |

| Arbitro: | Lattanzi (Roma) |

|                         |           |  |
| Esposito 24’ Vitali 27’ | Marcatori |  |

| Arbitro: | Gussoni (Tradate) |

|             |           |              |
| Fossati 57’ | Marcatori | 41’ Esposito |

| Arbitro: | Angonese (Mestre) |

|            |           |  |
| Benetti 5’ | Marcatori |  |

### Coppa delle Fiere
| Arbitro: | Bucek |

|           |           |            |
| Faber 46’ | Marcatori | 53’ Vitali |

| Arbitro: | Kostovski |

|                          |           |  |
| Chiarugi 42’ Mariani 47’ | Marcatori |  |

| Arbitro: | Bucheli |

|             |           |                |
| Mariani 20’ | Marcatori | 25’, 46’ Flohe |

| Arbitro: | Geruk |

|                   |           |  |
| Biskup 33’ (rig.) | Marcatori |  |

## Statistiche

### Statistiche di squadra
| Competizione      | Punti | In casa | In casa | In casa | In casa | In casa | In casa | In trasferta | In trasferta | In trasferta | In trasferta | In trasferta | In trasferta | Totale | Totale | Totale | Totale | Totale | Totale | DR  |
| Competizione      | Punti | G       | V       | N       | P       | Gf      | Gs      | G            | V            | N            | P            | Gf           | Gs           | G      | V      | N      | P      | Gf     | Gs     | DR  |
| ----------------- | ----- | ------- | ------- | ------- | ------- | ------- | ------- | ------------ | ------------ | ------------ | ------------ | ------------ | ------------ | ------ | ------ | ------ | ------ | ------ | ------ | --- |
| Serie A           | 25    | 15      | 1       | 9       | 5       | 17      | 21      | 15           | 2            | 10           | 3            | 9            | 11           | 30     | 3      | 19     | 8      | 26     | 32     | -6  |
| Coppa Italia      |       | 4       | 3       | 0       | 1       | 12      | 3       | 6            | 3            | 2            | 1            | 7            | 3            | 10     | 6      | 2      | 2      | 19     | 6      | +13 |
| Coppa delle Fiere |       | 2       | 1       | 0       | 1       | 3       | 2       | 2            | 0            | 1            | 1            | 1            | 2            | 4      | 1      | 1      | 2      | 4      | 4      | 0   |
| Totale            |       | 21      | 5       | 9       | 7       | 32      | 26      | 23           | 5            | 13           | 5            | 17           | 16           | 44     | 10     | 22     | 12     | 49     | 42     | +7  |

### Statistiche dei giocatori
A completamento delle statistiche è da considerare 1 autogol a favore dei viola in campionato.
| Giocatore     | Serie A  | Serie A | Coppa Italia | Coppa Italia | Coppa delle Fiere | Coppa delle Fiere | Totale   | Totale |
| Giocatore     | Presenze | Reti    | Presenze     | Reti         | Presenze          | Reti              | Presenze | Reti   |
| ------------- | -------- | ------- | ------------ | ------------ | ----------------- | ----------------- | -------- | ------ |
| C. Bandoni    | 9        | -9      | 6            | -3           | 0                 | -0                | 15       | -12    |
| F. Berni      | 16       | 0       | 3            | 0            | 1                 | 0                 | 20       | 0      |
| G. Botti      | 4        | 0       | 6            | 0            | 2                 | 0                 | 12       | 0      |
| G. Brizi      | 28       | 1       | 11           | 0            | 4                 | 0                 | 43       | 1      |
| F. Carpenetti | 6        | 0       | 0            | 0            | 1                 | 0                 | 7        | 0      |
| L. Chiarugi   | 25       | 5       | 10           | 6            | 3                 | 1                 | 38       | 12     |
| D. D'Alessi   | 12       | 3       | 6            | 1            | 0                 | 0                 | 18       | 4      |
| G. De Sisti   | 29       | 3       | 11           | 3            | 4                 | 0                 | 44       | 6      |
| S. Esposito   | 25       | 0       | 10           | 3            | 3                 | 0                 | 38       | 3      |
| U. Ferrante   | 30       | 1       | 8            | 0            | 4                 | 0                 | 42       | 1      |
| G. Galdiolo   | 18       | 0       | 7            | 0            | 0                 | 0                 | 25       | 0      |
| G. Gennari    | 10       | 1       | 2            | 1            | 1                 | 0                 | 13       | 2      |
| P. Ghedin     | 2        | 0       | 0            | 0            | 0                 | 0                 | 2        | 0      |
| R. Ghiandi    | 2        | 0       | 0            | 0            | 0                 | 0                 | 2        | 0      |
| G. Longoni    | 25       | 2       | 8            | 0            | 2                 | 0                 | 35       | 2      |
| E. Macchi     | 6        | 0       | 2            | 1            | 0                 | 0                 | 8        | 1      |
| G. Mariani    | 25       | 1       | 11           | 1            | 4                 | 2                 | 40       | 4      |
| C. Merlo      | 21       | 2       | 4            | 1            | 4                 | 0                 | 29       | 3      |
| E. Pellegrini | 4        | 0       | 4            | 0            | 1                 | 0                 | 9        | 0      |
| C. Piccinetti | 1        | 0       | 0            | 0            | 0                 | 0                 | 1        | 0      |
| P. Stanzial   | 6        | 0       | 4            | 0            | 3                 | 0                 | 13       | 0      |
| F. Superchi   | 21       | -23     | 6            | -3           | 4                 | -4                | 31       | -30    |
| A. Vitali     | 26       | 6       | 10           | 2            | 4                 | 1                 | 40       | 9      |